# Renato Cappellini (Fußballspieler, 1943)
Renato Cappellini (* 9. Oktober 1943 in Soncino) ist ein ehemaliger italienischer Fußballspieler.

## Karriere
Cappellini entstammt dem Nachwuchs von Inter Mailand. Als Neunzehnjähriger debütierte der Stürmer 1963 unter Trainer Helenio Herrera, konnte sich aber zunächst in der berühmten Mannschaft nicht durchsetzen und wurde für ein Jahr an den CFC Genua verliehen.
Von 1963 bis 1968 absolvierte Cappellini für Inter 65 Einsätze und erzielte dabei 22 Tore. 1966 wurde er mit Inter italienischer Meister. Höhepunkt seiner Laufbahn bei Inter war 1967 das Endspiel im Europapokal der Landesmeister in Lissabon, wo Inter gegen Celtic Glasgow 1:2 unterlag. Cappellini wurde danach als bester U-23-Spieler ausgezeichnet.
Ab 1968 spielte Cappellini für AS Varese, AS Rom, Como Calcio und FC Chiasso. 1977 beendete er seine sportliche Laufbahn.
Zwei Spiele bestritt Cappellini 1967 für die italienische Nationalmannschaft – gegen Zypern und Portugal – wobei er in letzterem Spiel den Ausgleichstreffer erzielte.